# Полиглот
Полиглот  се нарича човек, който говори или има високо ниво на владеене и/или знание на няколко езика. Двуезичен е човек, който може да говори свободно два езика, а триезичен е този, който може да говори три, а човек, който може да говори шест или повече езика свободно се нарича хиперполиглот.
Точният брой на езиците, говорени от даден човек е трудно да се определи поради следните причини:
1. Няма точна дефиниция какво означава да говориш даден език (свободно) и изобщо какво означава знаенето на един език. Невинаги познаването на няколко думи, изречения и граматическите правила от даден език означава, че го говорим. Не е ясно какво означава свободна употреба на даден език и дали разговорният език е представителен. Възможно ли е изобщо пълното овладяване на един чужд език (в количествен смисъл на думи от около 100 000 или 150 000) и колко души, и доколко изобщо владеят собствения си език? Още дали в действителност нещо като пълна дву- или триезичност е възможна, или единият език (майчин) е винаги основен.[2]
2. Не съществува точно определение какво е език. Например, съществуват езици, които са много близки, и човек, който говори един от тях, е способен да разбира и другите. Може да се каже, че такъв човек говори няколко езика. От друга страна, за един и същи език съществуват различни варианти и диалекти и то до такава разлика, че е трудно да се разбират от хора, които говорят езика.
3. Владеенето дори на майчиния език има степени. Употребата на речников състав от 4000 думи се различава от употребата на 60000. Някои известни полиглоти с ирония казват: „Та аз не зная дори собствения си език!“

## Рекордьорите
Най-плодотворният жив полиглот в света днес е може би Заяд Фазах (роден през 1954), който заедно с майчиния си арабски език твърди, че говори още 62 други езика. Най-добрият полиглот, известен някога в историята, може би е кардинал Джузепе Гаспардо Мезофанти (1774 – 1849), който не само че е говорил до сто езика гладко (около петдесет от тях са били само диалекти), но при посещение от лорд Байрон той го изненадва с това, че има познание за определени неща от местния лондонски жаргон, за които самият поет не е бил осведомен.

## Дефиниция
За полиглот, според най-свободното и непридирчиво мнение, се счита този човек, който говори поне 2 чужди езика (освен родния) и разбира някои други езици. Докато според други, полиглот е човек, който говори свободно поне 4 езика и говори, и разбира поне още 6, тоест трябва да владее (в някаква степен) над 10 езика.